# Михал Бабинка
Михал Бабинка (слч. Michal Babinka; Падина, 25. август 1927 — Сремска Каменица, 4. јул 1974) је био један од најзначајнијих словачких књижевника из некадашње Југославије, који се бавио још и новинарством и превођењем. Завршио је педагошку школу и радио као учитељ у селима Остојевићево, Падина и Иловача. Писао је за српски Дневник, словачки недељник Хлас људу (Hlas Ľudu) и уређивао часопис за књижевност војвођанских Словака Нови живот (Nový život).

## Биографија
Учитељску школу је завршио у Вршцу. Радио као новинар у словачкој редакцији Радио Новог Сада, новинар културне рубрике новосадског „Дневника“ (1955 – 1958), новинар словачког листа „Хлас људу“ (1964 – 1967), уредник и заменик главног и одговорног уредника словачког часописа „Нови живот“ (1969 – 1974).
Избор из његове поезије објављен је под насловом Безбожна лета.
Превођен је на српски. За собом је оставио три необјављена рукописа збирки песама.
За свој књижевни рад Михал Бабинка је добио већи број признања, од којих међу најзначајнија спадају:
- Октобарска награда Новог Сада[1]
- Награда издавачког предузећа „Обзор“[1]